# Коноваловка (Татарстан)
Коноваловка — село в Мензелинском районе Татарстана. Административный центр Коноваловского сельского поселения.

## География
Находится в восточной части Татарстана на расстоянии приблизительно 10 км на запад-юго-запад по прямой от районного центра города Мензелинск.

## История
Основано в XVIII веке.

## Население
Постоянных жителей было: в 1870 году — 263, в 1913—579, в 1920—659, в 1926—683, в 1938—588, в 1949—415, в 1958—348, в 1970—295, в 1979—366, в 1989—701, в 2002—787 (русские 59 %, татары 39 %), 653 в 2010.